# Maks Arbajter
Maks Arbajter [máks árbajter], slovenski pilot, * 18. oktober 1924, Bezina, † 1992.

## Življenje in delo
Arbajter je bil po končani poklicni šoli in tečaju za učitelja letenja na jadralnem letalu med letoma 1945–1952 upravnik letalske šole v jugoslovanskem letalskem centru v Vršcu, od 1952–1974 pa upravnik letalske šole Aerokluba Celje na Letališču Celje. Leta 1950 je bil 4. na svetovnem jadralnem prvenstvu v Örebru na Švedskem za Milanom Boriškom, 1949 in 1950 prvak Jugoslavije v jadralnem letenju. Na prošnjo aerokluba Burme je bil 1959–1960 s činom kapetana burmanske armade inštruktor športnega letalstva Burme. Je nosilec zlate C-značke s tremi diamanti in medalje mednarodne letalske organizacije.